# José Calabrés
José "Pepe" Antonio Calabrés, (Valencia  estado Carabobo, Venezuela el 2 de febrero de 1947) es un artista plástico y diseñador gráfico egresado del London College of Arts and Printing de Inglaterra con especialidad en diseño tipográfico. Es reconocido por ser escultor, ceramista, escritor y director de teatro.
En su trayectoria artística ha sido merecedor de 4 premios nacionales de arte y más de 100 exposiciones en su haber.
Fundó un grupo multidisciplinario de arte llamado Impresiones, en el que se encuentran la danza, el teatro, la música y las artes audiovisuales unidas en escena en lo que el mismo ha llamado  "performances de vanguardia" en los que predominan las pantallas gigantes en movimiento y la música en vivo.
En el año 2008 publicó  la novela "Revelaciones" bajo el auspicio de la editorial 36 invisibles.

## Premios
- Premio Nacional Metro de Caracas
- Premio Nacional FUNDARTE
- Premio Nacional Eloísa Torres
- Premio Nacional Salvador Valero